# Hans Nägele
Hans Nägele (18 luglio 1942 – 4 aprile 1996) è stato uno slittinista liechtensteinese.
È ricordato principalmente per la sua partecipazione alla competizione del singolo maschile di slittino ai Giochi olimpici invernali del 1964.

## Partecipazioni olimpiche
| Competizione | Pos. | Data            | Città     |
| ------------ | ---- | --------------- | --------- |
| Singolo      | 27ª  | 4 febbraio 1964 | Innsbruck |